# ツール・ド・フランス1984
| 第71回 ツール・ド・フランス 1984 | 第71回 ツール・ド・フランス 1984       |
| -------------------------------- | -------------------------------------- |
| 全行程                           | 23区間, 4021 km                        |
| 総合優勝                         | ローラン・フィニョン 112時間3分40秒    |
| 2位                              | ベルナール・イノー +10分32秒           |
| 3位                              | グレッグ・レモン +11分46秒             |
| 4位                              | ロバート・ミラー +14分42秒             |
| 5位                              | ショーン・ケリー +16分35秒             |
| ポイント賞                       | フランク・ホスト 322ポイント           |
| 2位                              | ショーン・ケリー 318ポイント           |
| 3位                              | エリック・バンデレールデン 247ポイント |
| 山岳賞                           | ロバート・ミラー 284ポイント           |
| 2位                              | ローラン・フィニョン 212ポイント       |
| 3位                              | アンヘル・アロヨ 140ポイント           |
| 新人賞                           | グレッグ・レモン 112時間15分26秒       |
| チーム優勝                       | ルノー                                 |

ツール・ド・フランス1984は、ツール・ド・フランスとしては71回目の大会。1984年6月29日から7月22日まで、全23ステージで行われた。

## みどころ
前年の当大会において、故障のため欠場することになったベルナール・イノーの代役として、ルノーのエースに抜擢されたローラン・フィニョンは見事優勝を果たし、今大会は名実ともにルノーのエースとして連覇を目指した。
対して、ルノーを離れたベルナール・イノーは新たにラ・ヴィ・クレールチームを結成し、5度目の総合優勝を目指した。
また、フィニョンのチームメイトで、1983年の世界自転車選手権を優勝したグレッグ・レモンが、ツールに初参加となった。
元チームメイト同士であるフィニョンとイノーの頂上対決が予想された今大会。しかし思わぬ結果になった。

## 今大会の概要
プロトンに15分以上の大差を付けた大逃げが決まった第5ステージで区間2位に入ったフィニョンのアシストであるヴァンサン・バルトーが、第14ステージ時点でマイヨ・ジョーヌをキープ。ここまでを終えてフィニョンは10分13秒差の3位、イノーは12分26秒差の5位であった。
しかしこの年は第14ステージから7区間連続で山岳ステージが続くことから、本当の勝負はまだ先だと考えられていた。第16ステージの個人タイムトライアルでフィニョンは区間優勝を果たし、バルトーとの差を6分29秒差にまで縮めた。そして続く第17ステージはツール・ド・フランスの名物であるラルプ・デュエズがゴール。
意気上がるフィニョンはこのステージでも快走を見せ、区間優勝こそ、ルイス・エレラに譲ったものの2位でこの区間をゴール。そしてついにここでマイヨ・ジョーヌを奪った。対してイノーは総合2位に浮上したとはいえ、フィニョンにこの区間だけで2分55秒の差をつけられ、フィニョンとの総合タイム差は4分22秒にまで広げられた。
さらにフィニョンは続く第18ステージにおいても圧倒的な強さを見せ、堂々と区間優勝。対してイノーはこの区間でも2分58秒の差をつけられた。総合タイム差は8分39秒差にまで広がり、勝負の趨勢はほぼここでついた形となった。
フィニョンは第22ステージの個人タイムトライアルでも区間優勝を果たし、終わってみればイノーに何と10分32秒の差をつける完勝。前年の総合優勝がフロックでないことを証明してみせた。
ちなみに総合3位のレモンはこの大会の新人賞に輝いた。

## エピソード
フィニョン、イノー、レモンはいずれもシリル・ギマールの下で戦った同志であったが、イノーがレモンらを引き連れてラ・ヴィ・クレールチームを結成し、ギマールと袂を分かったことから、「ギマール一派」の「代理戦争」の様相も呈し、戦前からこの話題に終始していた感もあった大会であった。

## 総合成績
| 順位 | 選手名                 | 国籍           | チーム             | 時間        |
| ---- | ---------------------- | -------------- | ------------------ | ----------- |
| 1    | ローラン・フィニョン   | フランス       | ルノー・ジタン     | 112h 3' 40" |
| 2    | ベルナール・イノー     | フランス       | ラ・ヴィ・クレール | 10' 32"     |
| 3    | グレッグ・レモン       | アメリカ合衆国 | ラ・ヴィ・クレール | 11' 46"     |
| 4    | ロバート・ミラー       | イギリス       | プジョー           | 14' 42"     |
| 5    | ショーン・ケリー       | アイルランド   | スキル             | 16' 35"     |
| 6    | アンヘル・アロヨ       | スペイン       | レイノルズ         | 19' 22"     |
| 7    | パスカル・シモン       | フランス       | プジョー           | 21' 17"     |
| 8    | ペドロ・ムノス         | スペイン       | テカ               | 26' 17"     |
| 9    | クロード・クリケリオン | ベルギー       | モンディアル       | 29' 12"     |
| 10   | フィル・アンダーソン   | オーストラリア | パナソニック       | 29' 16"     |

### マイヨ・ジョーヌ保持者
| 選手名                 | 国籍     | 首位区間   |
| ---------------------- | -------- | ---------- |
| ベルナール・イノー     | フランス | プロローグ |
| ルド・ペータース       | ベルギー | 第1        |
| ジャック・ハネフラー   | オランダ | 第2-第3    |
| アドリ・バンデポール   | オランダ | 第4        |
| ビンセント・バリトゥー | フランス | 第5-第16   |
| ローラン・フィニョン   | フランス | 第17-最終  |